# Naruto Šipuden (1. sezona)
Ovo je spisak dešavanja i epizoda iz serijala Naruto Šipuden iz sezone 1.

## Sezona 1 (2007)
| Ep. | Naziv                                   | Pojavljivanje       | Glavni motivi |
| --- | --------------------------------------- | ------------------- | --- |
| 1   | Dolazak kući                            | 15. februar 2007.   | Naruto i Sakura se vraćaju u Selo skriveno u lišću nakom dve i po godine treniranja sa Džirajom i Cunade.                                                                        |
| 2   | Akacukijev pokret                       | 15. februar 2007.   | Kakaši testira Narutove i Sakurine sposobnosti, na istom mestu gde su se borili kada su bili genini. Cilj je uzeti zvončiće od Kakašija.                                         |
| 3   | Rezultat treninga                       | 22. februar 2007.   | Deidara i Sasori (članovi Akacukija) odlaze u Selo skiveno u pesku da bi uhvatili džinčurikija Garu.                                                                             |
| 4   | Džinčuriki Peska                        | 1_mart 2007.        | Deidara se sukobljava sa Garom u vazduhu, iznad Sela skrivenom u pesku. |
| 5   | Kao Kazekage                            | 15. mart 2007.      | Naruto i Sakura su uspešno uzeli zvončiće od Kakašija. Deidara stvara veliku glinenu bombu kako bi uništio celo selo.                                                            |
| 6   | Misija završena                         | 29. mart 2007.      | Gara uspeva da zaštiti celo selo od uništenja uz pomoć ogromne količine peska. Deidara odvodi onesvešćenog Garu u Akacukijevo skolnište.                                         |
| 7   | Trči, Kankuro                           | 29. mart 2007.      | Kankuro izlazi iz sela kako bi spasio Garu, ali na put mu staje majstor lutaka Sasori.                                                                                           |
| 8   | Tim Kakaši, spreman                     | 12. april 2007.     | Nindže peska šalju pismo u Konohu, gde traže pomoć kako bi spasili Garu. Tim Kakaši je krenuo ka selu.                                                                           |
| 9   | Džinčurikijeve suze                     | 12. april 2007.     | Kankuro je vraćen natrag u selo, u njegovom telu je otrov koji je dobio od Sasorija. Ubrzo zatim pojavljuje se Čijo.                                                             |
| 10  | Tehnika pečaćenja: Pečat devet zmajeva  | 19. april 2007.     | Deidara i Sasori su stigli u Akacukijevo skolnište gde će se održati tehnika pečaćenja kako bi izvukli jednorepu zver iz Gare. Cunade šalje tim Gaj kako bi pomogao timu Kakaši. |
| 11  | Medicinski nindža student               | 26. april 2007.     | Tim Kakši stiže u selo Skriveno u pesku, gde odmah idu do Kankurove sobe kako bi ga Sakura izlečila.                                                                             |
| 12  | Bakina odluka                           | 3. maj 2007.        | Paku (nindža pas) pronalazi Akacukijevo sklonište. Akacuki šalje Kisamea i Itačija kako bi zaustavili tim Kakaši i Gaj.                                                          |
| 13  | Susret sa sudbinom                      | 10. maj 2007.       | Tim Gaj se bori protiv Kisamea, a Tim Kakaši i Čijo protiv Itačija. |
| 14  | Narutov razvoj                          | 17. maj 2007.       | Kisame zarobljava Ten Ten, Nedžija i Rok Lija u vodenom zatvoru. Itači koristi gendžucu nad Narutom.                                                                             |
| 15  | Tajno oružje zvano...                   | 24. maj 2007.       | Tim Kakaši i Gaj pobeđuju Itačija i Kisamea, odnosno njihove klonove. |
| 16  | Tajna Džinčurikija                      | 31. maj 2007.       | Čijo govori o tajnama džinčurikija. U Selu skrivenom u pesku traže novog Kazekagea, ali se Kankuro buni.                                                                         |
| 17  | Smrt Gare                               | 7. jun 2007.        | Akacuki napokom izvlači jednorepu zver iz Gare, i on umire. Tim Kakaši i Gaj su stigli do skloništa Akacukija.                                                                   |
| 18  | Provala! Ulaz Gumba Kuke                | 21. jun 2007.       | Tim Kakaši i Gaj su uspeli da probiju u sklonište gde Naruto vidi Garu mrtvog.                                                                                                   |
| 19  | Zamka aktivirana. Neprijatelji tima Gaj | 5. jul 2007.        | Tim Gaj aktivira Akacukijevu klopku. Stvaraju klonovi koji se bore isto kao i njihov protivnik. Čijo napada Sasorija.                                                            |
| 20  | Hiruko protiv dva kunoičija             | 19. jul 2007.       | Naruto i Kakaši napadaju Deidaru, gde on pokušava da „pobegne”. Čijo i Sakura se bore protiv Sasorija.                                                                           |
| 21  | Sasorijevo pravo lice                   | 26. jul 2007.       | Sakura i Čijo uspevaju da razbiju lutku u kojoj je bio pravi Sasori. |
| 22  | Čijine tajne sposobnosti                | 2. avgust 2007.     | Sasori umalo uspeva da otruje Sakuru ali je Čijo je spašava i koristi lutke koje izgledaju kao Sasorijevi roditelji.                                                             |
| 23  | Otac i majka                            | 2. avgust 2007.     | Čijo otkriva ko su i kako su umrli Sasorijevi roditelji. Čijo je Sasorijeva baka.                                                                                                |
| 24  | Treći Kazekage                          | 9. avgust 2007.     | Tim Gaj se još uvek bori protiv svojih klonova. Sakura se priseća kako je trenirala sa Cunade.                                                                                   |
| 25  | Tri minuta između života i smrti        | 16. avgust 2007.    | Sasori pokazuje svoje telo, koje izgleda kao lutka. Deidara napada Kakašija sa glinenim bombama.                                                                                 |
| 26  | Borba lutaka: 10 protiv 100             | 23. avgust 2007.    | Sakura uništava Sasorijevo telo. Kakaši koristi Mangakjo Šaringan protiv Deidare.                                                                                                |
| 27  | Nemogući san                            | 30. avgust 2007.    | Sasori probada Sakuru sa mačem. Čijo probada Sasorijevo srce koristeći lutke njegovih roditelja, ubrzo zatim on umire.                                                           |
| 28  | Zver živa ponovo                        | 13. septembar 2007. | Tim Gaj uspeva da porazi svoje klonove. |
| 29  | Kakaši prosvetljen                      | 27. septembar 2007. | Kakaši uz pomoć Mangakjo Šaringana otkida Deidarinu ruku. Naruto nalazi Garu. Pun besa, čakra devetorepe lisice opseda Naruta.                                                   |
| 30  | Trenutna estetika                       | 27. septembar 2007. | Čijo se žrtvuje kako bi oživela Garu. |
| 31  | Naslednik                               | 18. oktobar 2007.   | Čijo oživljava Garu i pritom umire. |
| 32  | Povratak Kazekagea                      | 25. oktobar 2007.   | Kazekage Gara se vraća u selo Skrivenu u pesku. Tobi i Zecu nalaze Sasorijevo mrtvo telo, i uzimaju mu prsten.                                                                   |

## Beleške
1. ↑   Naruto Šipuden nije sinhronizovan/preveden na srpski jezik, stoga su navedeni nazivi proizvoljni.